# 罗佩鲁埃洛斯德尔帕拉莫
罗佩鲁埃洛斯德尔帕拉莫，是西班牙卡斯蒂利亚-莱昂莱昂省的一个市镇。 总面积55平方公里，总人口771人（001年），人口密度14人/平方公里。